# 王兴宁
王兴宁（1964年9月—），湖南慈利人。男，汉族。1989年6月参加工作，1986年6月加入中国共产党。华南师范大学中国近现代史专业毕业，研究生学历，历史学硕士学位。中国共产党第十九届中央纪律检查委员会委员。现任中共陕西省委常委、省纪委书记。

## 简历
1989年6月，从华南农业大学历史系中国近现代史专业硕士毕业后，进入中共广东省纪委研究室工作。此后在中共广东省纪委办公厅历任科员、副科级干部、正科级干部、副处级纪检监察员等职。2001年1月，转入中共广东省纪委政策法规研究室任正处级副主任，后提升为副厅级。2005年10月起兼任省纪委副秘书长。2007年7月至2009年10月，任广东省监察厅副厅长。其间于2008年3月至2009年1月在中共中央党校青年干部培训二班学习。
2009年10月，任中共广东省纪委常委、秘书长，同时仍兼任省监察厅副厅长（至2010年1月）。2012年5月，升为正厅级，任中共广东省纪委副书记、秘书长。
2015年2月起，兼任中共深圳市委常委。同年5月，任中共深圳市委常委、市纪委书记。同年6月，卸任中共广东省纪委副书记一职，专任中共深圳市纪委书记。
2015年10月，调任中共中央纪委，任第十一纪检监察室主任。2016年12月至2017年9月间，任中央巡视组副部级巡视专员、中央纪委第十一纪检监察室主任。2017年9月，调任最高人民检察院党组成员、中共中央纪委驻最高人民检察院纪检组组长。
2018年5月，中共中央批准其任中共陕西省委常委、省纪委书记。